# CCNDBP1
CCNDBP1‏ (Cyclin D1 binding protein 1) هوَ بروتين يُشَفر بواسطة جين CCNDBP1 في الإنسان.